# 失われたコードを求めて
『失われたコードを求めて』（原題：In Search of the Lost Chord）は、イギリスのプログレッシブ・ロック・バンド、ムーディー・ブルースが1968年に発表した3作目のスタジオ・アルバム。

## 背景
前作『デイズ・オブ・フューチャー・パスト』（1967年）ではオーケストラと共演したのに対し、本作ではメロトロンの比重が増した。アルバム・タイトルはマイク・ピンダーが考案し、2014年に行われたピンダーのインタビューによれば、元ネタはジミー・デュランテのヒット曲「I'm the Guy Who Found the Lost Chord」である。ジャケットの絵を描いたフィル・トラヴァースは、以後『セヴンス・ソジャーン』（1972年）まで6作連続でムーディー・ブルースのアルバム・ジャケットを手掛けていく。
本作は精神世界の探求をテーマとしたコンセプト・アルバムとみなされており、Edward Macanの指摘によれば、序盤では9時から5時までの生活を描写した「ライド・マイ・シーソー」のように現代社会の物質主義が表現されているが、アルバムが進むにつれて音楽、幻覚剤、超自然的な瞑想といったテーマの曲が登場し、最後の曲「オム」で描写された宇宙意識へ到達する過程が表現されている。また、本作の見開きジャケットの内側にはヤントラの解説及び図が記載された。
「ティモシー・リアリー」（原題：Legend of a Mind）はドラッグ・カルチャーに影響を与えた学者ティモシー・リアリーについて言及した曲で、作中では「ティモシー・リアリーは死んだ」というフレーズが繰り返されるが、後年、マイク・ピンダーを除く4人は「Timothy Leary Lives」という副題の付いた別ヴァージョンを録音し、リアリーの没後に発表されたコンピレーション・アルバム『Beyond Life with Timothy Leary』（1997年）に提供した。「幻のパラダイス」はジャスティン・ヘイワードとレイ・トーマスの共作で、ヘイワードによれば、当時スタジオではピンダーのメロトロンの音が響き渡っていたため、トーマスと共にアコースティック・ギターとフルートを持って防音扉の付いた掃除道具入れに入り、そこで作曲したという。
「シンプル・ゲーム」はシングル「ライド・マイ・シーソー」のB面曲として発表され、本作のリマスターCDにはボーナス・トラックとして追加収録された。この曲は1971年にフォー・トップスによってカヴァーされ、全英3位のヒットを記録している。

## 反響
本作は1968年8月3日付の全英アルバムチャートで初登場31位となり、32週チャート圏内に入って最高5位を記録。アメリカのBillboard 200では最高23位を記録し、リリースから2年半ほど後の1970年12月にはRIAAによってゴールドディスクに認定された。
本作からは「青空に祈りを」（全英27位）、「ライド・マイ・シーソー」（全英42位・全米61位）がシングル・ヒットした。

## 収録曲
1. 出発 "Departure" (Graeme Edge) – 0:44
2. ライド・マイ・シーソー "Ride My See-Saw" (John Lodge) – 3:38
3. ドクター・リヴィングストン "Dr. Livingstone, I Presume" (Ray Thomas) – 2:58
4. 4枚の扉の家（パート1） "House of Four Doors" (J. Lodge) – 4:12
5. ティモシー・リアリー "Legend of a Mind" (R. Thomas) – 6:36
6. 4枚の扉の家（パート2） "House of Four Doors (Part 2)" (J. Lodge) – 1:47
7. 青空に祈りを "Voices in the Sky" (Justin Hayward) – 3:28
8. より良き旅路 "The Best Way to Travel" (Mike Pinder) – 3:14
9. 幻のパラダイス "Visions of Paradise" (J. Hayward, R. Thomas) – 4:15
10. アクター "The Actor" (J. Hayward) – 4:39
11. ワード "The Word" (G. Edge) – 0:49
12. オム "Om" (M. Pinder) – 5:44

### 2008年リマスター盤ボーナス・トラック
19. 20.は1968年7月16日に録音され、7月21日にBBCの番組「"Top Gear" Radio Show」で放送された。
1. シンプル・ゲーム（ジャスティン・ヘイワード・ヴォーカル・ミックス） "A Simple Game (Justin Hayward Vocal Mix)" (M. Pinder) – 3:32
2. より良き旅路（アディショナル・ヴォーカル・ミックス） "The Best Way to Travel (Additional Vocal Mix)" (M. Pinder) – 3:56
3. 幻のパラダイス（インストゥルメンタル・ヴァージョン） "Visions of Paradise (Instrumental Version)" (J. Hayward, R. Thomas) – 4:30
4. ホワット・アム・アイ・ドゥーイング・ヒア（オリジナル・ヴァージョン） "What Am I Doing Here? (Original Version)" (J. Hayward) – 3:54
5. ワード（メロトロン・ミックス） "The Word (Mellotron Mix)" (G. Edge) – 1:02
6. オム（エクステンデッド・ヴァージョン） "Om (Extended Version)" (M. Pinder) – 6:07
7. ドクター・リヴィングストン（BBCライヴ） "Dr. Livingstone, I Presume" (R. Thomas) – 2:57
8. より良き旅路（BBCライヴ） "Thinking Is the Best Way to Travel" (M. Pinder) – 3:39
9. シンプル・ゲーム "A Simple Game" (M. Pinder) – 3:41

## 参加ミュージシャン
- ジャスティン・ヘイワード - ボーカル、ギター、シタール、タブラ、ピアノ、メロトロン、ベース、ハープシコード、パーカッション
- ジョン・ロッジ - ボーカル、ベース、チェロ、タンブリン、スネアドラム、アコースティック・ギター
- マイク・ピンダー - メロトロン、ピアノ、ハープシコード、オートハープ、チェロ、アコースティック・ギター、ベース
- レイ・トーマス - ボーカル、フルート、ソプラノ・サックス
- グレアム・エッジ - ドラムス、ティンパニ、タンブリン、タブラ、ピアノ